# Velké Svatoňovice
Velké Svatoňovice – gmina w Czechach, w powiecie Trutnov, w kraju hradeckim. Według danych z dnia 1 stycznia 2013 liczyła 1 164 mieszkańców.